# Final de la Copa Colombia 2012
La final de la Copa Colombia 2012 fue una serie de partidos de fútbol disputados los días 31 de octubre y 7 de noviembre, con el propósito de definir el campeón de la Copa Colombia 2012, competición que reúne a todos los equipos profesionales del fútbol colombiano—Categoría Primera A y Categoría Primera B—. Esta última fase del torneo fue disputada por Atlético Nacional y Deportivo Pasto, que eliminaron en las semifinales a Boyacá Chico y Atlético Bucaramanga, respectivamente. El título fue para Atlético Nacional, quien ganó la serie con un resultado global de 2:0, un empate a cero goles en la ida y en la vuelta culminaron dos goles a cero.

## Llave
| Bandera del departamento de Antioquia | vs. |                   |
| ------------------------------------- | --- | ----------------- |
| Atlético Nacional 2 0 2               | vs. | Deportivo Pasto 0 |

## Estadios
| Medellín                  | San Juan de Pasto              |
| ------------------------- | ------------------------------ |
| Estadio Atanasio Girardot | Estadio Departamental Libertad |
| Capacidad: 48.000         | Capacidad: 22.300              |
|                           |                                |

## Camino a la final

### Atlético Nacional
| Fecha                                                                    | Fase                   | Estadio                                | Local                  | Resultado | Visitante              |
| ------------------------------------------------------------------------ | ---------------------- | -------------------------------------- | ---------------------- | --------- | ---------------------- |
| 15 de febrero                                                            | Fase de grupos Grupo B | Atanasio Girardot, Medellín            | Atlético Nacional      | 1 : 1     | Sucre F.C.             |
| 23 de febrero                                                            | Fase de grupos Grupo B | Polideportivo Sur, Envigado            | Envigado F.C.          | 1 : 1     | Atlético Nacional      |
| 14 de marzo                                                              | Fase de grupos Grupo B | Alberto Grisales, Rionegro             | Deportivo Rionegro     | 2 : 0     | Atlético Nacional      |
| 28 de marzo                                                              | Fase de grupos Grupo B | Atanasio Girardot, Medellín            | Atlético Nacional      | 4 : 1     | Itagüí                 |
| 12 de abril                                                              | Fase de grupos Grupo B | Atanasio Girardot, Medellín            | Independiente Medellín | 1 : 2     | Atlético Nacional      |
| 2 de mayo                                                                | Fase de grupos Grupo B | Arturo Cumplido Sierra, Sincelejo      | Sucre F.C.             | 2 : 2     | Atlético Nacional      |
| 16 de mayo                                                               | Fase de grupos Grupo B | Atanasio Girardot, Medellín            | Atlético Nacional      | 2 : 1     | Envigado F.C.          |
| 23 de mayo                                                               | Fase de grupos Grupo B | Atanasio Girardot, Medellín            | Atlético Nacional      | 2 : 0     | Deportivo Rionegro     |
| 6 de junio                                                               | Fase de grupos Grupo B | Metropolitano Ciudad de Itagüí, Itagüí | Itagüí                 | 1 : 1     | Atlético Nacional      |
| 9 de junio                                                               | Fase de grupos Grupo B | Atanasio Girardot, Medellín            | Atlético Nacional      | 2 : 1     | Independiente Medellín |
| Atlético Nacional avanzó de fase como primero de su grupo con 19 puntos. |                        |                                        |                        |           |                        |
| 8 de agosto                                                              | Octavos de final       | Nemesio Camacho El Campín, Bogotá      | Santa Fe               | 2 : 2     | Atlético Nacional      |
| 22 de agosto                                                             | Octavos de final       | Atanasio Girardot, Medellín            | Atlético Nacional      | 3 : 0     | Santa Fe               |
| Atlético Nacional avanzó de fase con un resultado global de 5:2.         |                        |                                        |                        |           |                        |
| 5 de septiembre                                                          | Cuartos de final       | Manuel Murillo Toro, Ibagué            | Deportes Tolima        | 1 : 2     | Atlético Nacional      |
| 12 de septiembre                                                         | Cuartos de final       | Atanasio Girardot, Medellín            | Atlético Nacional      | 2 : 1     | Deportes Tolima        |
| Atlético Nacional avanzó de fase con un resultado global de 4:2.         |                        |                                        |                        |           |                        |
| 17 de octubre                                                            | Semifinales            | La Independencia, Tunja                | Boyacá Chicó           | 0 : 1     | Atlético Nacional      |
| 24 de octubre                                                            | Semifinales            | Atanasio Girardot, Medellín            | Atlético Nacional      | 1 : 0     | Boyacá Chicó           |
| Atlético Nacional avanzó a la final del torneo con un global de 2:0.     |                        |                                        |                        |           |                        |

|  |                               |
|  | Triunfo de Atlético Nacional. |
|  | Empate.                       |
|  | Derrota de Atlético Nacional. |

### Deportivo Pasto
| Fecha                                                                  | Fase                   | Estadio                                      | Local                | Resultado | Visitante            |
| ---------------------------------------------------------------------- | ---------------------- | -------------------------------------------- | -------------------- | --------- | -------------------- |
| 15 de febrero                                                          | Fase de grupos Grupo E | Estadio Ciro López, Popayán                  | Universitario        | 1 : 2     | Deportivo Pasto      |
| 22 de febrero                                                          | Fase de grupos Grupo E | Departamental Libertad, San Juan de Pasto    | Deportivo Pasto      | 2 : 2     | América de Cali      |
| 14 de marzo                                                            | Fase de grupos Grupo E | Doce de Octubre, Tuluá                       | Cortuluá             | 1 : 1     | Deportivo Pasto      |
| 29 de marzo                                                            | Fase de grupos Grupo E | Olímpico Pascual Guerrero, Cali              | Depor Aguablanca     | 0 : 4     | Deportivo Pasto      |
| 25 de abril                                                            | Fase de grupos Grupo E | Departamental Libertad, San Juan de Pasto    | Deportivo Pasto      | 0 : 0     | Universitario        |
| 9 de mayo                                                              | Fase de grupos Grupo E | Olímpico Pascual Guerrero, Cali              | América de Cali      | 3 : 0     | Deportivo Pasto      |
| 16 de mayo                                                             | Fase de grupos Grupo E | Departamental Libertad, San Juan de Pasto    | Deportivo Pasto      | 1 : 0     | Deportivo Cali       |
| 23 de mayo                                                             | Fase de grupos Grupo E | Departamental Libertad, San Juan de Pasto    | Deportivo Pasto      | 5 : 1     | Cortuluá             |
| 6 de junio                                                             | Fase de grupos Grupo E | Departamental Libertad, San Juan de Pasto    | Deportivo Pasto      | 3 : 0     | Depor Aguablanca     |
| 21 de junio                                                            | Fase de grupos Grupo E | Olímpico Pascual Guerrero, Cali              | Deportivo Cali       | 1 : 1     | Deportivo Pasto      |
| Deportivo Pasto avanzó de fase como segundo de su grupo con 19 puntos. |                        |                                              |                      |           |                      |
| 8 de agosto                                                            | Octavos de final       | Palogrande, Manizales                        | Once Caldas          | 0 : 1     | Deportivo Pasto      |
| 22 de agosto                                                           | Octavos de final       | Departamental Libertad, San Juan de Pasto    | Deportivo Pasto      | 4 : 0     | Once Caldas          |
| Deportivo Pasto avanzó de fase con un resultado global de 5:0.         |                        |                                              |                      |           |                      |
| 12 de septiembre                                                       | Cuartos de final       | Metropolitano Roberto Meléndez, Barranquilla | Junior               | 2 : 3     | Deportivo Pasto      |
| 19 de septiembre                                                       | Cuartos de final       | Departamental Libertad, San Juan de Pasto    | Deportivo Pasto      | 3 : 0     | Junior               |
| Deportivo Pasto avanzó de fase con un resultado global de 6:2.         |                        |                                              |                      |           |                      |
| 17 de octubre                                                          | Semifinales            | Alfonso López, Bucaramanga                   | Atlético Bucaramanga | 1 : 0     | Deportivo Pasto      |
| 24 de octubre                                                          | Semifinales            | Departamental Libertad, San Juan de Pasto    | Deportivo Pasto      | 3 : 0     | Atlético Bucaramanga |
| Deportivo Pasto avanzó a la final del torneo con un global de 3:1.     |                        |                                              |                      |           |                      |

|  |                             |
|  | Triunfo de Deportivo Pasto. |
|  | Empate.                     |
|  | Derrota de Deportivo Pasto. |

## Estadísticas previas
| Equipos           | PJ | PG | PE | PP | GF | GC | Dif. | Pts. | Rend. |
| ----------------- | -- | -- | -- | -- | -- | -- | ---- | ---- | ----- |
| Atlético Nacional | 16 | 10 | 5  | 1  | 28 | 15 | 13   | 35   | 72,9% |
| Deportivo Pasto   | 16 | 10 | 4  | 2  | 33 | 12 | 21   | 34   | 70,8% |

## Partidos

### Partido de ida
| POR        | José Cuadrado        |     |
| DEF        | Juan Carlos Mosquera |     |
| DEF        | Arbey Díaz           |     |
| DEF        | Gilberto García      |     |
| DEF        | John Jairo Montaño   |     |
| MED        | René Rosero          |     |
| MED        | Jaime Córdoba        | 46' |
| MED        | Ómar Rodríguez       |     |
| DEL        | Kévin Rendón         | 46' |
| DEL        | Óscar Méndez         |     |
| DEL        | Edwards Jiménez      | 68' |
| Entrenador | Flabio Torres        |     |

| POR        | Cristhian Bonilla   |     |
| DEF        | Óscar Murillo       |     |
| DEF        | Stefan Medina       |     |
| DEF        | Francisco Nájera    |     |
| DEF        | Farid Díaz          |     |
| MED        | Sebastián Pérez     |     |
| MED        | Alexander Mejía     |     |
| MED        | Félix Micolta       | 81' |
| MED        | Juan David Valencia |     |
| DEL        | Jherson Córdoba     | 74' |
| DEL        | Diego Álvarez       | 67' |
| Entrenador | Juan Carlos Osorio  |     |

| MED | Carlos Giraldo  | 46' |
| DEL | Ayron Del Valle | 60' |
| DEL | Víctor Zapata   | 68' |

| DEL | Avilés Hurtado   | 67' |
| MED | Alejandro Bernal | 74' |
| MED | Wilder Guisao    | 81' |

| Amonestado | 21' | Jaime Córdoba   |
| Amonestado | 35' | René Rosero     |
| Amonestado | 47' | Edwards Jiménez |

| Amonestado | 74' | Jherson Córdoba  |
| Amonestado | 82' | Francisco Nájera |

| Árbitro | Juan Pontón |

| POR        | José Cuadrado        |     |
| DEF        | Juan Carlos Mosquera |     |
| DEF        | Arbey Díaz           |     |
| DEF        | Gilberto García      |     |
| DEF        | John Jairo Montaño   |     |
| MED        | René Rosero          |     |
| MED        | Jaime Córdoba        | 46' |
| MED        | Ómar Rodríguez       |     |
| DEL        | Kévin Rendón         | 46' |
| DEL        | Óscar Méndez         |     |
| DEL        | Edwards Jiménez      | 68' |
| Entrenador | Flabio Torres        |     |

| POR        | Cristhian Bonilla   |     |
| DEF        | Óscar Murillo       |     |
| DEF        | Stefan Medina       |     |
| DEF        | Francisco Nájera    |     |
| DEF        | Farid Díaz          |     |
| MED        | Sebastián Pérez     |     |
| MED        | Alexander Mejía     |     |
| MED        | Félix Micolta       | 81' |
| MED        | Juan David Valencia |     |
| DEL        | Jherson Córdoba     | 74' |
| DEL        | Diego Álvarez       | 67' |
| Entrenador | Juan Carlos Osorio  |     |

| MED | Carlos Giraldo  | 46' |
| DEL | Ayron Del Valle | 60' |
| DEL | Víctor Zapata   | 68' |

| DEL | Avilés Hurtado   | 67' |
| MED | Alejandro Bernal | 74' |
| MED | Wilder Guisao    | 81' |

| Amonestado | 21' | Jaime Córdoba   |
| Amonestado | 35' | René Rosero     |
| Amonestado | 47' | Edwards Jiménez |

| Amonestado | 74' | Jherson Córdoba  |
| Amonestado | 82' | Francisco Nájera |

| Árbitro | Juan Pontón |

|  |

### Partido de vuelta
| POR        | Cristhian Bonilla   |     |
| DEF        | Óscar Murillo       |     |
| DEF        | Stefan Medina       |     |
| DEF        | Elkin Calle         | 47' |
| DEF        | Farid Díaz          |     |
| MED        | Alexander Mejía     |     |
| MED        | Juan David Valencia |     |
| MED        | Jherson Córdoba     |     |
| MED        | Macnelly Torres     |     |
| DEL        | Avilés Hurtado      | 83' |
| DEL        | Fernando Uribe      | 73' |
| Entrenador | Juan Carlos Osorio  |     |

| POR        | José Cuadrado        |     |
| DEF        | Juan Carlos Mosquera |     |
| DEF        | Wilson Galeano       |     |
| DEF        | Gilberto García      |     |
| DEF        | Fausto Obeso         |     |
| MED        | René Rosero          | 82' |
| MED        | Carlos Giraldo       |     |
| MED        | Ómar Rodríguez       |     |
| MED        | Joselito Vaca        |     |
| MED        | Sebastián Villota    | 47' |
| DEL        | Ayron Del Valle      |     |
| Entrenador | Flabio Torres        |     |

| DEF | Alejandro Bernal       | 47' |
| DEL | Luis Fernando Mosquera | 73' |
| MED | Félix Micolta          | 83' |

| MED | Óscar Iván Méndez  | 47' |
| MED | John Jairo Montaño | 82' |

| Anotado | 58' | Fernando Uribe      |
| Anotado | 77' | Juan David Valencia |

| Amonestado | 11' | Gilberto García      |
| Amonestado | 63' | Juan Carlos Mosquera |

| Árbitro | Hernando Buitrago |

| POR        | Cristhian Bonilla   |     |
| DEF        | Óscar Murillo       |     |
| DEF        | Stefan Medina       |     |
| DEF        | Elkin Calle         | 47' |
| DEF        | Farid Díaz          |     |
| MED        | Alexander Mejía     |     |
| MED        | Juan David Valencia |     |
| MED        | Jherson Córdoba     |     |
| MED        | Macnelly Torres     |     |
| DEL        | Avilés Hurtado      | 83' |
| DEL        | Fernando Uribe      | 73' |
| Entrenador | Juan Carlos Osorio  |     |

| POR        | José Cuadrado        |     |
| DEF        | Juan Carlos Mosquera |     |
| DEF        | Wilson Galeano       |     |
| DEF        | Gilberto García      |     |
| DEF        | Fausto Obeso         |     |
| MED        | René Rosero          | 82' |
| MED        | Carlos Giraldo       |     |
| MED        | Ómar Rodríguez       |     |
| MED        | Joselito Vaca        |     |
| MED        | Sebastián Villota    | 47' |
| DEL        | Ayron Del Valle      |     |
| Entrenador | Flabio Torres        |     |

| DEF | Alejandro Bernal       | 47' |
| DEL | Luis Fernando Mosquera | 73' |
| MED | Félix Micolta          | 83' |

| MED | Óscar Iván Méndez  | 47' |
| MED | John Jairo Montaño | 82' |

| Anotado | 58' | Fernando Uribe      |
| Anotado | 77' | Juan David Valencia |

| Amonestado | 11' | Gilberto García      |
| Amonestado | 63' | Juan Carlos Mosquera |

| Árbitro | Hernando Buitrago |

|  |

|                                         |
| Bandera de Colombia                     |
| Campeón Atlético Nacional Primer título |
|                                         |